# Ramasseurs de balles de Roland-Garros

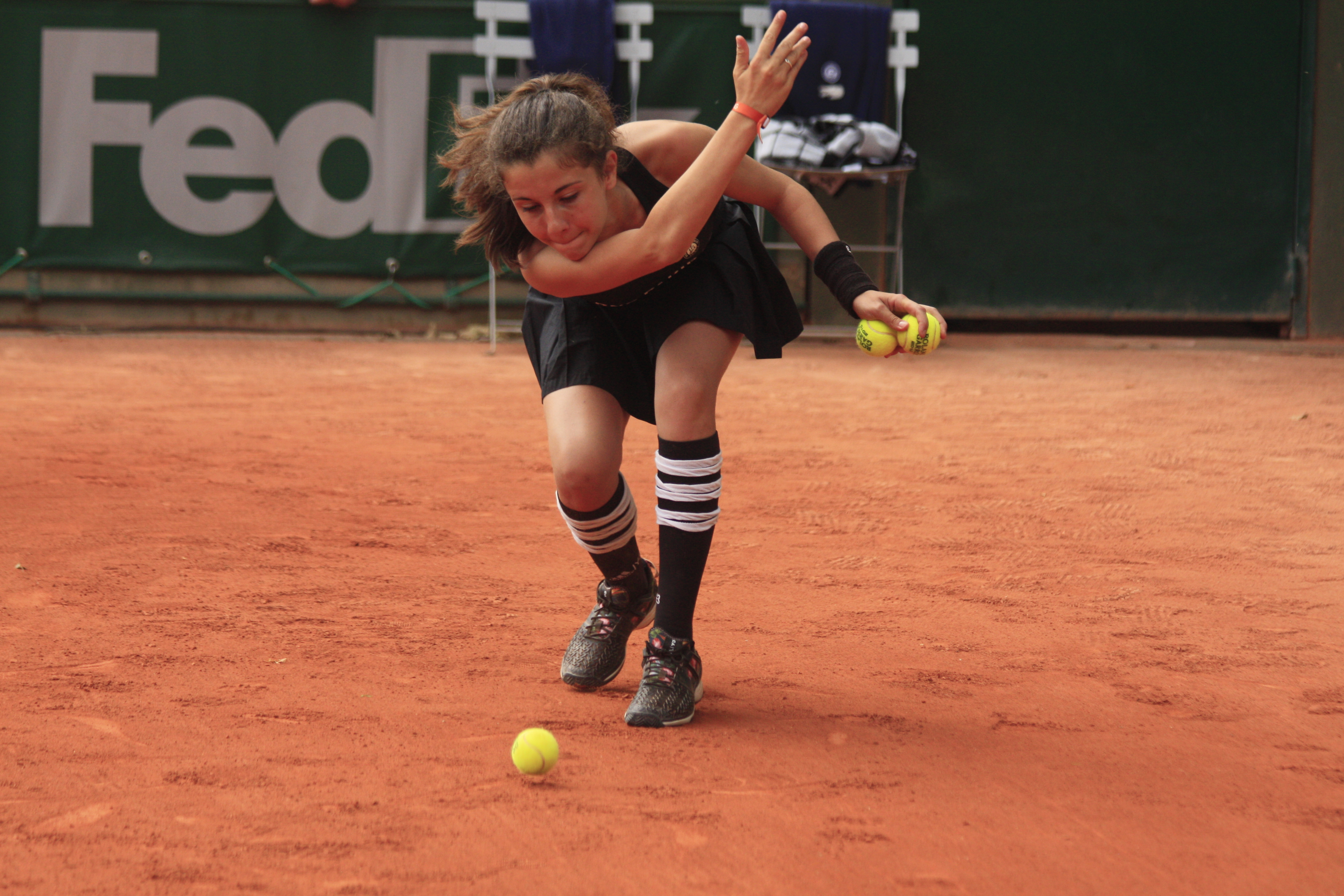
Une ramasseuse de balles faisant rouler une balle au sol, lors de l'édition 2015.

Les ramasseurs de balles de Roland-Garros, ou « ballos », sont des jeunes gens recrutés à l'occasion du tournoi de tennis de Roland-Garros pour ramasser les balles laissées sur le court par les compétiteurs après chaque session de jeu.

## Rôles
Le rôle principal des ramasseurs de balles est d'assurer la fluidité du jeu en s'assurant que les joueurs puissent reprendre le jeu le plus rapidement possible après la fin du point. À chaque fin de point, les six ramasseurs présents sur le court acheminent les balles utilisées vers le côté du serveur. Les ramasseurs sont aussi responsables du changement des balles, de remplir les gourdes des joueurs, de tenir les parasols des joueurs ou encore d'amener une raquette au service entretien. Ils doivent être à la fois efficaces et discrets.
Au début de la journée, le responsable des ramasseurs de balles leur attribue un court.
Dix-huit ramasseurs se partagent un court. De deux à trois équipes de six font des rotations toutes les 30 à 45 minutes pour ramasser les balles,.
Chaque équipe de ramassage comprend six ramasseurs :
- Quatre « fonds », placés dans les coins du court[1]. Ils lancent les balles aux joueurs[2].
- Deux « filets », de chaque côté du filet[1]. Ils ramassent les balles qui tombent dans le filet et les font passer aux ramasseurs placés du côté du serveur. Ils doivent rester genou à terre pendant les points, prêt à sprinter pour récupérer les balles.

Il existe des techniques élaborées pour rendre plus rapide et plus efficace le ramassage des balles :
- le « roulé » permet aux ramasseurs de s'échanger la balle entre eux en la faisant rouler au sol[2],[1]. Pendant le roulé, la balle ne doit pas rebondir au sol[5].
- « le lancer » est la technique utilisé pour donner les balles aux joueurs, en la faisant rebondir au sol pour qu'elle arrive à hauteur des mains et de la raquette du joueur[2].
- « l'équilibrage » : les ramasseurs situés au fond du court du côté du serveur font en sorte d'avoir le même nombre de balles[5].

Les ramasseurs sont évalués par leurs responsables sur chaque match afin de déterminer sur quel court ils officieront le lendemain. Ceux qui obtiennent les meilleures notes sont affectés sur les grands courts comme le court Philippe-Chatrier tandis que les autres ramassent sur les courts annexes.

Les ramasseurs de balles sont bénévoles, mais sont nourris, logés et habillés par l'organisation durant la compétition. Un ramasseur reçoit trois tenues officielles Lacoste qu'il peut garder après le tournoi.

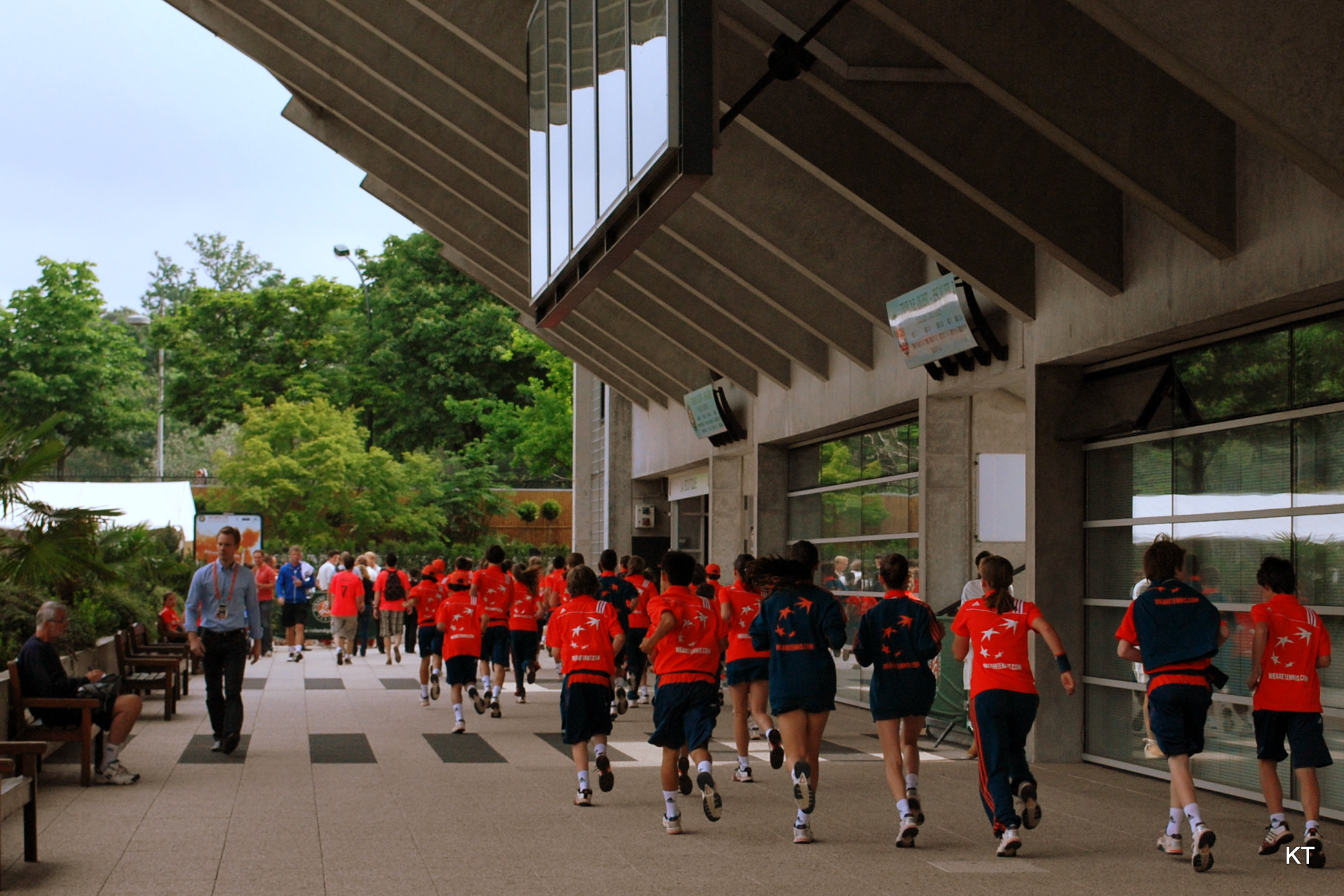
Les ramasseurs de balles de Roland-Garros 2012 à l'échauffement, un matin, avant le début des matchs du jour.

## Sélections
Pour devenir ramasseur de balles à Roland-Garros, il faut être âgé de douze à seize ans et être licencié à la Fédération française de tennis,.
Il faut d'abord remplir un formulaire en ligne pour candidater.
Pour Roland-Garros 2024, sur 4 339 jeunes qui ont candidaté lors des journées de sélection, 372 sont sélectionnés pour participer à un stage de formation, après lequel seuls 280 jeunes sont choisis pour ramasser les balles.
Ils sont évalués sur des critères d'habileté, de condition physique, de vitesse, d'endurance, de connaissance des règles mais aussi d'esprit d'équipe.

## Galerie

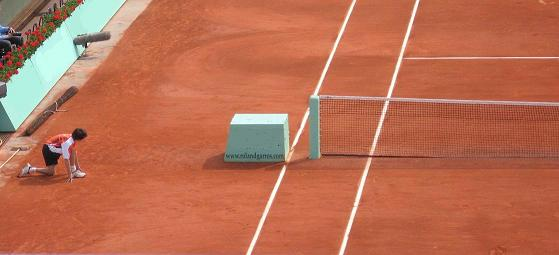
Ramasseur de balle « filet » à genou à Roland-Garros 2006.
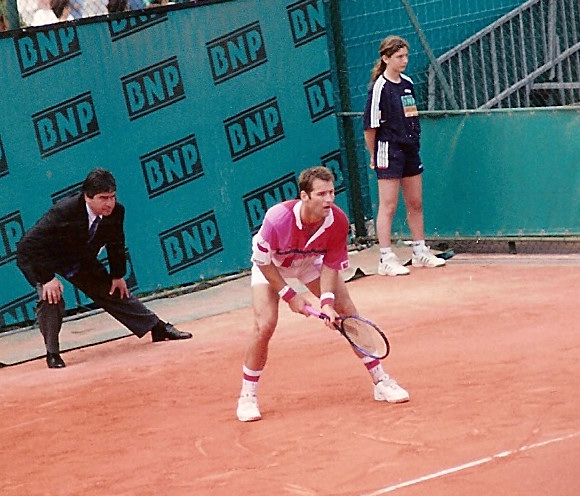
Ramasseur de balle « fond » debout derrière Karel Novacek en 1994.
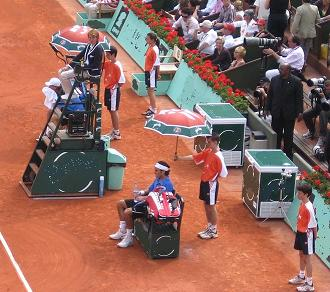
Juge-arbitre et ramasseurs de balle à Roland-Garros 2006.
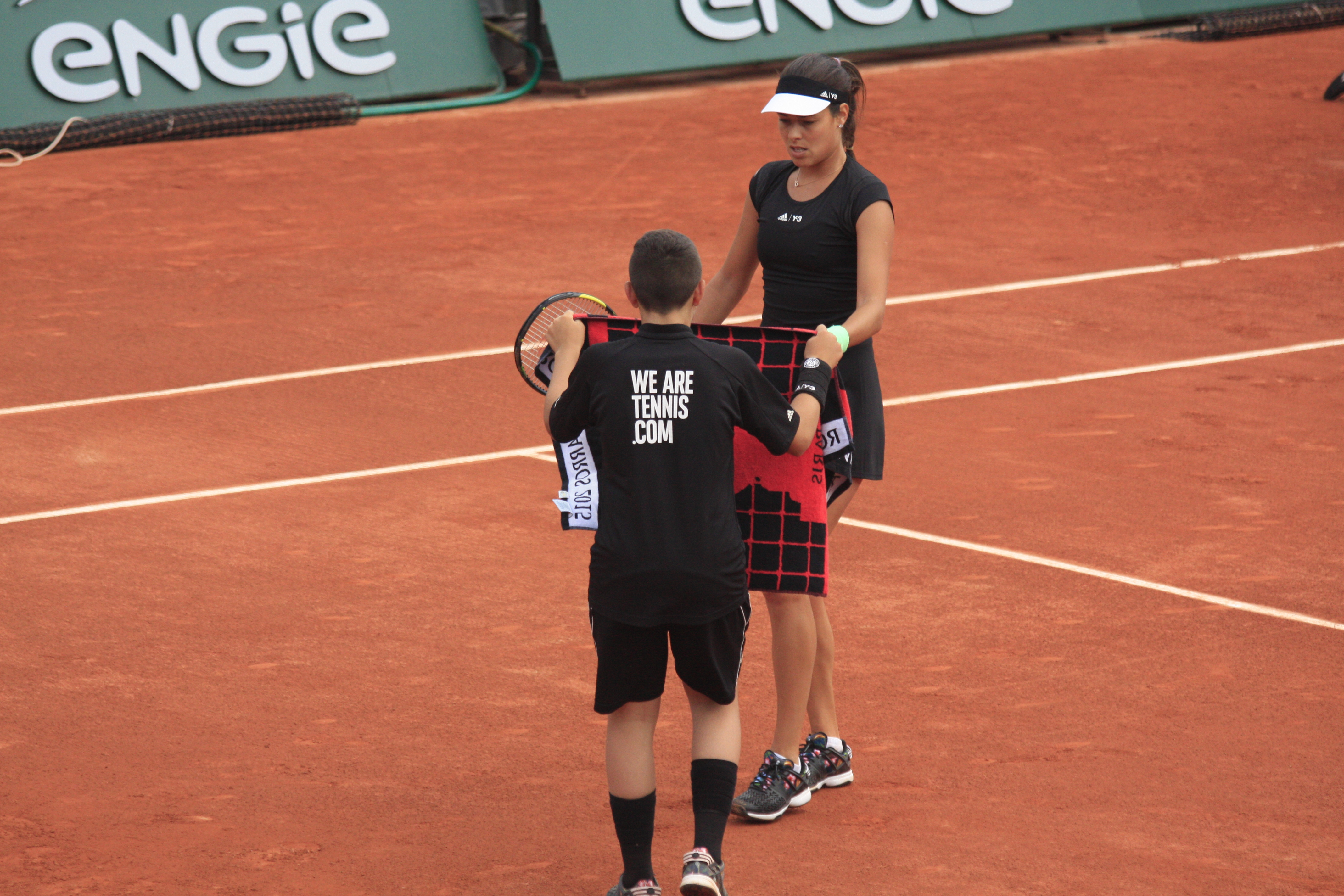
Ramasseur présentant sa serviette à Ana Ivanovic en 2015.
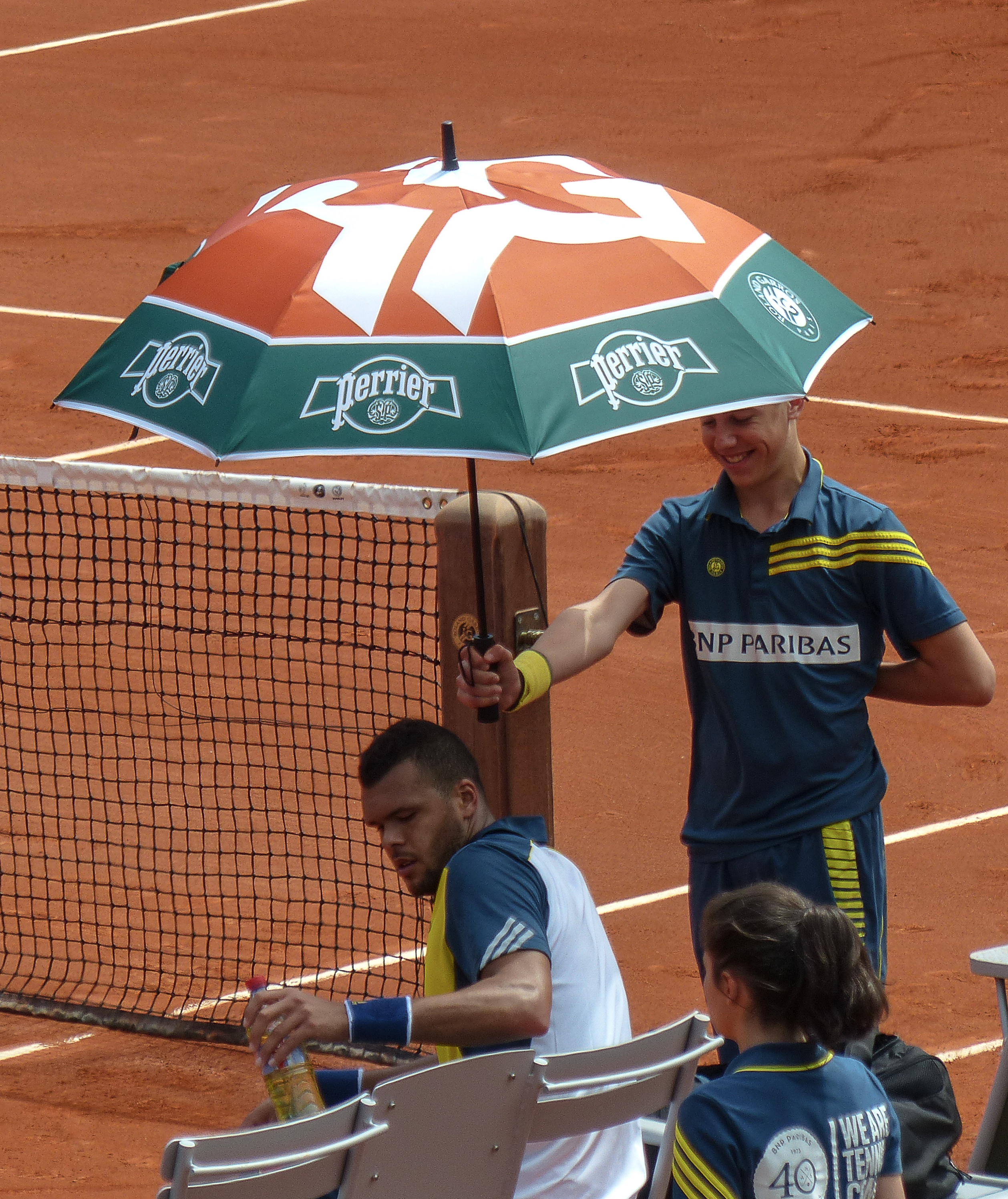
Ramasseur abritant Jo-Wilfried Tsonga sous un parasol en 2013.